# Hovhannes Bagramian
Hovhannes Khatchatouri Bagramian (en arménien : Հովհաննես Խաչատուրի Բաղրամյան), également connu sous la forme russifiée de son nom, Ivan Khristoforovitch Bagramian (en russe : Иван Христофорович Баграмя́н), né le 20 novembre 1897 (2 décembre 1897 selon le calendrier grégorien) dans le village de Tchardakhly, appartenant au gouvernement d'Elizavetpol dans l'Empire russe, et mort le 21 septembre 1982 à Moscou en URSS, est un maréchal soviétique d'origine arménienne. 
Au cours de la Seconde Guerre mondiale, Bagramian a été le premier officier non-slave de l'Armée rouge à devenir commandant d'un front.
L'expérience de Bagramian dans la planification militaire lui permit de se distinguer comme un commandant efficace dans les premiers stades des contre-offensives de l'Union soviétique contre le Troisième Reich. Il reçut son premier commandement d'unité en 1942. En novembre 1943, il reçut le commandement du premier front de la Baltique.

## Biographie

### De 1897 à 1941
Son nom de baptême signifie « Jean ». Il naît dans une famille arménienne pauvre : son père, Khatchatour Bagramian, est un ouvrier cheminot autodidacte qui devient starost du village, car il était estimé pour sa sagesse, et sa mère, Mariam, est la fille d'un forgeron de village et s'occupe de ses sept enfants. Il reçoit sa première éducation à l'école paroissiale arménienne d'Elizavetpol et ensuite de 1907 à 1912 étudie à l'école des chemins de fer de Tiflis, puis de 1912 à 1915 dans une école supérieure technique et en sort avec son diplôme de technicien supérieur.

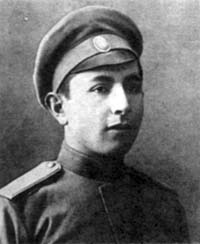
Bagramian en 1916.

Il ne travaille que quelques mois comme employé des chemins de fer impériaux, car il se porte volontaire pour partir au front en 1915 et il russifie son prénom en « Ivan ». Il combat au sein d'un bataillon d'infanterie, puis dans le 2e régiment d'infanterie des garde-frontières. Jusqu'en janvier 1917, il est dans le Caucase dans un régiment de combat de la cavalerie. Considéré comme brave et lettré, il est accepté pour faire ses classes de sous-lieutenant dans une école militaire, jusqu'au début 1917. Il accueille la révolution de Février avec enthousiasme et soutient par la suite un parti nationaliste arménien proche de la Fédération révolutionnaire arménienne. L'Arménie est pour quelque temps indépendante, aussi Bagramian s'engage-t-il dans des combats contre les forces turques (soutenues par l'Empire allemand). Il fait partie du 3e régiment de tirailleurs, puis du 1er régiment de cavalerie de la division arménienne de l'éphémère Première République d'Arménie, sous le commandement du général Silikian (ou Silikov).
Cependant en 1920, il s'oppose au gouvernement arménien dachnak et rejoint les insurgés de décembre 1920, puis s'engage dans l'Armée rouge arménienne au grade de commandant d'escadron du 1er régiment arménien. Il prend part au sein de la 11e armée à la liquidation des places fortes du régime et soutient la cause de l'internationalisme socialiste, en appuyant la prise de pouvoir des bolchéviques en Arménie, puis en Géorgie. Il demeure commandant d'escadron jusqu'en février 1921. De mars à septembre 1921, il est secrétaire de la représentation militaire de l'Arménie bolchévique auprès de la Géorgie, puis retourne à l'escadron. Il dirige aussi le contre-espionnage de son régiment jusqu'en décembre 1923. La guerre civile s'achève et Bagramian, après avoir terminé ses cours de commissaire militaire, est nommé en 1923 commandant du régiment de cavalerie de Leninakan au sein de la division d'infanterie arménienne.
Il est envoyé à l'automne 1924 à Léningrad pour suivre les cours de l'Académie militaire supérieure de cavalerie. Il y fait la connaissance d'une génération de futurs officiers supérieurs qui joueront un rôle éminent pendant la Seconde Guerre mondiale, comme Joukov, Eromenko, Tchistiakov, Romanenko ou Rokossovski. La formation est accélérée et, au lieu de deux ans, les cours sont menés de manière intensive sur la durée d'une année. Il retourne ensuite dans son régiment d'origine, jusqu'en 1931, date à laquelle il entre dans la prestigieuse Académie militaire Frounzé à Moscou. De là encore, il en sort avec des louanges, car selon son dossier de sortie (appelé « attestat académique » en russe) il y a fait entre autres preuve d'un : « point de vue socio-politique étendu, d'une culture intellectuelle exceptionnelle et d'une grande érudition dans le domaine militaire. Son caractère est volontaire et il a fait montre d'un sens de la discipline sans faille. »
Il est nommé à sa sortie en 1934 chef du département de planification et de préparation des opérations de terrain à l'état-major de la 5e division de cavalerie du district militaire de Kiev qu'il dirige jusqu'en 1936. Entre-temps, il est nommé colonel le 29 novembre 1935. Il passe ensuite dans le département équivalent, cette fois-ci à l'état-major de l'armée en octobre 1936. Cependant c'est aussi la période noire de la répression stalinienne, notamment au sein de l'armée. Un dossier est monté contre lui pour avoir servi « l'armée arménienne bourgeoise ». Il est heureusement lavé de tout soupçon grâce à l'intervention de Mikoyan. Il est choisi pour entrer en octobre 1936 quelques semaines plus tard à la toute nouvelle Académie de l'état-major général, où il fait partie de la même promotion que les commandants de brigade Vladimir Klimovskikh et Johann Berbis et que les colonels Argounov, Skorobogatkine, Trofimenko et Sviridov. Il en sort avec mention très bien en octobre 1938. Le colonel Bagramian devient alors professeur de cette académie et il occupe une chaire de tactique militaire, en s'intéressant particulièrement aux chars d'assaut, comme moyen offensif sur le front des opérations. Toutefois il ne monte pas en grade et contrairement à ses anciens camarades de promotion qui poursuivent une carrière classique sur le terrain il semble se faire oublier. En effet, il n'est pas membre du parti communiste à cette époque de terreur. Il reste au même poste et au même grade jusqu'à l'automne 1940. Il reçoit tout de même en fin de compte le poste de chef du département de la planification des opérations à l'état-major de la 12e armée du district de Kiev, en septembre. Deux mois plus tard, il est chef en second du département de planification des opérations de tout le district. L'Europe est en proie au feu de la guerre, il va donc sauter le pas et s'inscrire au parti communiste en 1941. Mais ce sont ses qualités qui vont accélérer sa carrière lorsque la guerre éclate quelques mois plus tard.

### Grande Guerre patriotique
La Grande Guerre patriotique éclate le 22 juin 1941 par l'opération Barbarossa. Bagramian est alors chef du département des opérations à l'état-major du front du sud-ouest, puis chef d'état-major du front du sud-ouest. Il est lieutenant-général à partir de décembre 1941, puis général d'armée commandant le premier front de la Baltique à partir de novembre 1943. En avril 1945 il commande le troisième front biélorusse et devient l'un des vainqueurs de la bataille de Königsberg.

#### 1941
Le district militaire de Kiev qui était sous le commandement du général Joukov devient au déclenchement de la guerre le front sud-ouest. Bagramian est le chef en second de son état-major, sous le commandement du général Kirponos, et chef des opérations de planification de terrain. Il prépare l'organisation de l'opération de Lwow-Czernowitz qui se déroule en juin-juillet et constitue l'une des premières contre-attaques soviétiques avec l'utilisation d'engins mécanisés. Mais le 22 juin les avions allemands attaquent. C'est à côté de Doubno qu'a lieu une terrible bataille de chars. Le général von Kleist avec son 1er groupe blindé (1. Panzergrupp) écrase au bout de cinq jours les unités mécanisées de l'Armée rouge qui battent en retraite le 6 juillet. Les Allemands s'installent dans la région, la Bucovine du nord et l'Ukraine occidentale tombent, et ils se dirigent vers Kiev.
En juillet-septembre 1941, Bagramian prend part à l'opération Kiev qui est menée selon une stratégie défensive. La bataille se termine par une catastrophe pour les Soviétiques. Le 18 septembre 1941, la 4e armée et l'état-major du front sont encerclés. Alors que Bagramian surveillait la bonne marche d'un convoi militaire, il parvient à miner les flancs-gardes allemands et à s'échapper avec 20 000 hommes. En revanche, le général Kirponos est tué, ainsi que le chef-d'état-major du front sud-ouest, Vassili Toupikov, et des dizaines de généraux soviétiques tombent ou sont faits prisonniers.
Il reçoit le 6 novembre 1941 sa première décoration d'importance, l'ordre du Drapeau rouge.
Pendant la bataille de Moscou, où le désarroi des Soviétiques augmente, Bagramian participe à la planification de contre-attaques dans la région de Rostov-sur-le-Don à l'issue desquelles l'ennemi est chassé de la ville. Lorsque les Soviétiques réussissent à contre-attaquer aussi autour de Moscou (les Allemands sont arrivés à Khimki à moins de 10 km de la capitale), Bagramian prépare à l'état-major du front sud-ouest le mouvement de ses troupes vers Moscou. Elles s'attaquent d'abord à la 2e Armée allemande basée à Yelts et l'aile droite du front du sud-ouest parvient en décembre 1941 à faire reculer le front de 80 à 100 km et à libérer la zone de Yelts, tout en continuant à lutter victorieusement autour de Moscou. Il est nommé en conséquence de ses faits lieutenant-général le 27 décembre 1941, et le jour suivant il commande tout l'état-major du front du sud-ouest. Il met au point l'opération Barvenkovo-Lozovaïa qui aboutit à ce que, dans la seconde moitié de janvier 1942, l'ennemi est repoussé de 90 à 100 km à l'ouest et au sud-ouest. Désormais pour les Allemands la communication avec leurs troupes du Donbass est rendue difficile et leur position est fragilisée. Les Soviétiques, après avoir subi de lourdes pertes dans les environs d'Izioum, coupent finalement la liaison Dniepropetrovsk-Stalino par voie de chemin de fer qui était la route principale de la 1re Armée blindée allemande. Pour ce faire, ils s'emparent de la base principale de la 17e Armée allemande (cette armée est commandée par le fameux général Ruoff) située à Lozovaïa, mènent des opérations dans le Donets du nord notamment à Izioum, menacent les Allemands à Kharkov et parviennent à traverser le Dniepr.

#### 1942-1943

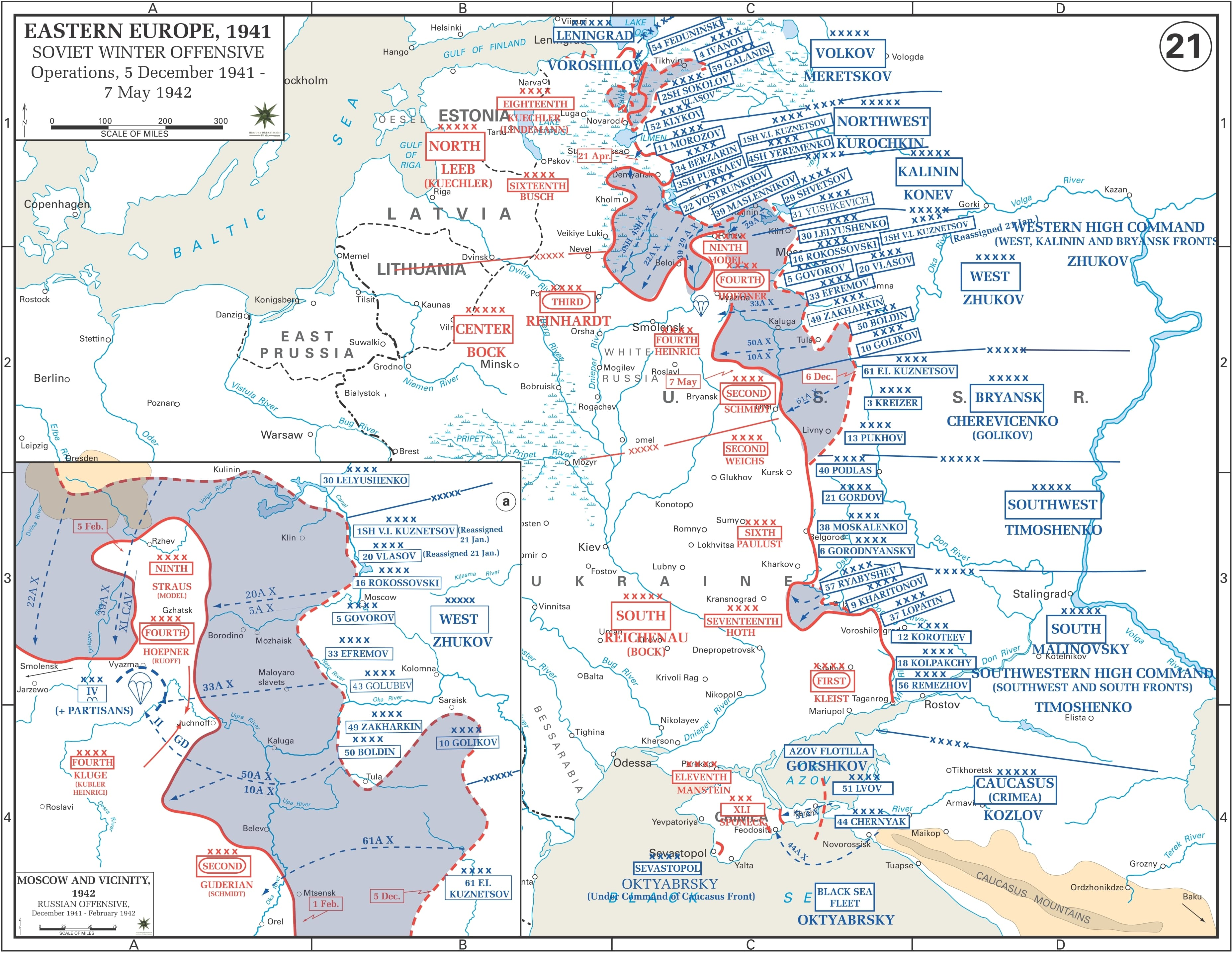
Situation de la contre-offensive soviétique du 6 décembre 1941 au 7 mai 1942.

A nouveau le général Bagramian, qui commande l'état-major du front sud-ouest et au front sud-ouest lui-même à partir d'avril 1942, se fait remarquer pour ses qualités de planificateur et de stratège. Pourtant une épreuve terrible va survenir. Après avoir percé, les Soviétiques décident de continuer leur avancée vers Kharkov par une offensive du maréchal Timochenko, qui commande alors le front sud-ouest. Les Allemands décident de contre-attaquer le 12 mai. En deux semaines, 240 000 soldats sont faits prisonniers et plus de 1 200 chars de l'Armée Rouge sont neutralisés. Les Allemands perdent quant à eux 20 000 hommes seulement en seize jours. Ils peuvent désormais se porter plus facilement vers le Caucase et vers Stalingrad. La responsabilité de ce grave échec échoit en fait à Timochenko et à Khrouchtchev, mais Staline n'en tient rigueur qu'au général Bagramian qu'il considère comme seul responsable. C'est encore le général Joukov qui va sauver son ancien camarade de promotion du tribunal de guerre. Il fait remarquer à Staline qu'il faut rechercher les responsabilités au sein de l'état-major général et de la Stavka. Joukov admet aussi que l'Armée rouge manque de commandants en chef expérimentés. Cependant, Staline écrit le 26 juin 1942 pour demander dans une lettre fort sévère au commandement du front sud-ouest de renvoyer Bagramian de son poste. Il compare la défaite de Kharkov à celle de Rennenkampf et Samsonov en province de Prusse-Orientale pendant la Première Guerre mondiale à Tannenberg, ce qui équivaut à une grave condamnation. Cependant, à la fin de la lettre, il donne une seconde chance au général en lui laissant le commandement de la 28e Armée.
Cette 28e Armée se trouve dans un état déplorable. Son commandement démoralisé est basé près de Rossoch depuis le début de juillet 1942. La ville même de Rossoch s'est livrée presque sans combat à la Wehrmacht le 7 juillet. Bagramian est rapidement transféré à la 16e Armée du front ouest où il remplace Rokossovski. Celle-ci se trouve au centre des combats et de l'automne 1942 à l'hiver 1943 porte des coups durs à l'ennemi. Le général Bagramian mène à la tête de la 16e Armée l'opération Jizdra près de Kalouga du 22 février au 23 mars 1943. La 16e Armée reprend la base en se battant héroïquement, et grâce à cela elle est renommée en devenant la 11e armée de la Garde. Le lieutenant-général Ivan Khristoforovitch Bagramian est décoré le 9 avril 1943 de l'ordre de Koutouzov de première classe.

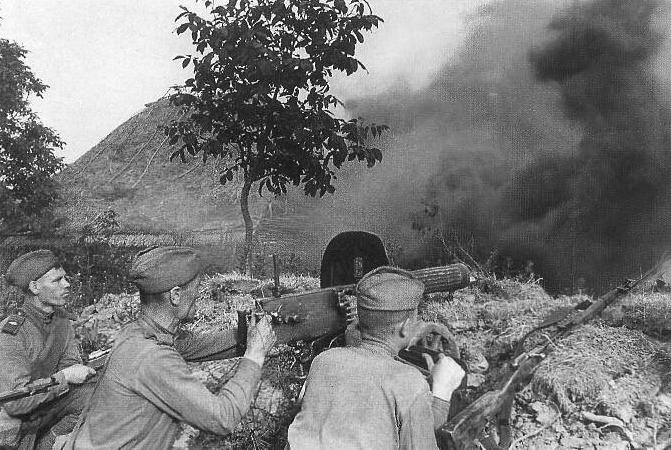
Soldats de l'Armée rouge à la bataille de Koursk avec une mitrailleuse Maxim.

Le commandement soviétique prépare aussi au printemps 1943 une reprise de terrain dans la région d'Orel et de Koursk. C'est le plan de l'opération stratégique d'Orel que la Stavka examine depuis avril. Le nom de code est Koutouzov. L'opération est préparée par les commandants de fronts à la Stavka qui invite à s'y joindre Bagramian, commandant de la 11e armée de la garde au flanc droit du front de Briansk, ainsi que le général Belov, commandant la 61e armée affectée au flanc gauche du front ouest. Bagramian fait valoir son point de vue qui consiste à encercler et anéantir les groupes de la Wehrmacht dans la région de Bolkhov ce qui permettrait de couper la route aux troupes allemandes de la zone d'Orel. Les commandants de front sont partagés, mais Staline adhère aux propositions du général Bagramian. Les armées de la Wehrmacht se lancent dans l'opération Citadelle à partir de leur place d'arme d'Orel qui marque le début de la bataille de Koursk (5 juillet-23 août 1943), et le 12 juillet les Soviétiques répondent par l'opération Koutouzov. L'attaque de flanc de l'armée de Bagramian prend les Allemands par surprise. Les combats des deux premiers jours permettent aux troupes de reprendre 25 km au sud. Les Allemands, quant à eux, se concentrent sur leurs défenses à l'est et au sud d'Orel. Les Soviétiques libèrent Bolkhov le 29 juillet et le 5 août Orel est totalement évacuée par les Allemands.
Le lieutenant-général Bagramian est élevé au grade de colonel-général le 27 août 1943 pour ses faits de guerre relatifs à l'opération Koutouzov, et reçoit l'ordre de Souvorov de première classe. Il est appelé le 15 novembre 1943 à Moscou pour être nommé deux jours plus tard général d'armée et recevoir le commandement du premier front de la Baltique le 19 novembre.
Les troupes de Bagramian se lancent dans la seconde moitié de décembre 1943 dans l'opération Gorodok, près de Vitebsk qui a pour résultat de neutraliser quatre divisions de la Wehrmacht, de libérer Gorodok et la route de Vitebsk.
Toutefois, les Soviétiques sont stoppés par les contre-attaques allemandes dans les environs du petit village d'Ezerichtche à 41 km de Gorodok, dans la « poche de Nevel ».

#### 1944-1945
En février-mars 1944, les forces du premier front de la Baltique qu'il commande participent à la bataille de Vitebsk (3 février-13 mars 1944) avec les troupes du front de l'ouest. C'est une opération offensive qui a pour résultat d'améliorer les positions soviétiques, mais qui ne parvient pas à prendre Vitebsk.  

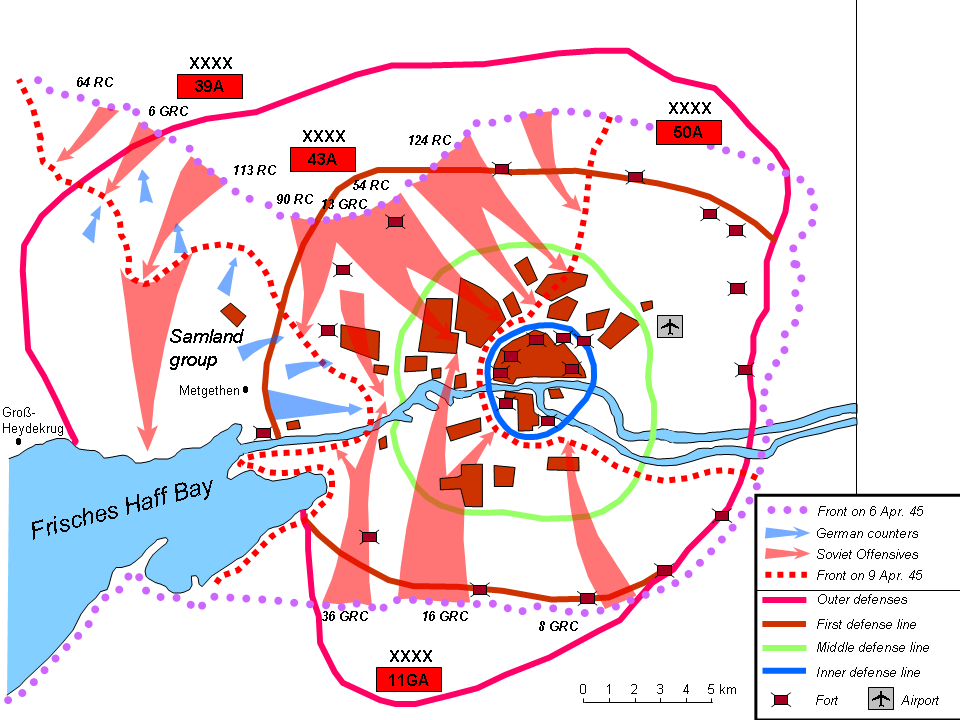
Plan de la bataille de Königsberg.

Le haut commandement soviétique se prépare à une offensive stratégique massive pour la Biélorussie, connue sous le nom de code d’opération Bagration. Le premier front de la Baltique de Bagramian se trouve avec le troisième front biélorusse (sous Tcherniakhovski) impliqué dans cette bataille qui est déclenchée le 22 juin 1944. L'attaque de cette opération offensive, désignée par les Soviétiques comme « offensive Vitebsk-Orcha », n'a pas lieu par le centre, ce qui semblait pourtant plus profitable, mais au flanc droit à travers de vastes étendues marécageuses, ce qui rend l'avancée des troupes difficile. L'arrivée des Soviétiques de ce côté est inattendue pour les Allemands qui réagissent maladroitement. Les Soviétiques prennent une base ennemie importante et se rendent immédiatement vers l'ouest.
Déjà le deuxième jour, les troupes des deux fronts élargissent la brèche des défenses allemandes jusqu'à 30 km de profondeur et sur une largeur de 90 km, forçant le passage vers la Dvina occidentale. Elles encerclent conjointement à l'ouest de Vitebsk les forces allemandes et le 27 juin terminent de neutraliser cinq divisions ennemies. Vitebsk, dévastée par les Allemands, et Jlobine sont libérées le 26 juin, ainsi qu'Orcha le lendemain. Lepel est investie le 28. Le lendemain débute l'offensive soviétique vers Polotsk sous le commandement de Bagramian. Ce point de défense et de communication est important pour les Allemands. Les troupes soviétiques parviennent à franchir les deux rives de la Dvina et à se diriger vers Dvinsk, et ensuite vers Chiaouliaï (Schaulen) qui leur permet de délivrer une grande partie du territoire de la Lituanie et de la Lettonie, d'atteindre le golfe de Riga.
Le général Bagramian est fait Héros de l'Union soviétique le 29 juillet 1944, en reconnaissance des hauts faits de ses hommes et de son commandement.
L'opération Bagration est remplie à la fin août 1944. Le front a glissé désormais à 600 km à l'ouest. La Biélorussie est libérée, ainsi que des parties de la Lituanie et de la Lettonie. Le premier front de la Baltique se tourne alors vers les terres proches de la mer Baltique en septembre-octobre et avec d'autres fronts, il se prépare à affronter les Allemands à Memel (voir bataille de Memel) et à Riga et ainsi d'isoler le dispositif Nord de l'armée allemande de la Baltique, en le coupant de la province de Prusse-Orientale.
La Stavka décide de regrouper les forces du premier front de la Baltique qui étaient autour de Riga et de les replier autour de Chiaouliaï (Schaulen) récemment libérée pour frapper Memel. Le général Bagramian procède à des manœuvres rapides utilisant l'obscurité de la nuit pour ses mouvements de troupe. Elles parcourent de nuit, y compris une armée de blindé, 200 km en six jours. Ce changement d'aile si rapide pour un front important, au vu du nombre d'hommes et d'engins, est encore étudié comme exemple pour les académies militaires d'aujourd'hui. Le 10 octobre, les Soviétiques sont aux portes de Memel, au bord de la Baltique et à l'extrême pointe orientale de la Prusse-Orientale. La voie d'accès des troupes de l'Armée du Nord allemande au reste de la province est désormais totalement fermée. Plus de trente divisions allemandes sont enfermées en Courlande. Bagramian reçoit son second Drapeau rouge, le 9 novembre 1944.
Le premier front de la Baltique est supprimé le 24 février 1945, au terme d'objectifs opérationnels et stratégiques remplis. Certaines de ses formations se déploient dans le nouveau groupe opérationnel du Samland (Земльяндская оперативная группа войск), commandé par Bagramian qui est en même temps commandant en second du troisième front biélorusse sous les ordres du maréchal Vassilievski. Son but est de prendre la forteresse de Königsberg, nommée par Hitler comme « le bastion absolument imprenable de l'âme allemande ». Les troupes soviétiques arrivent aux abords de Königsberg, le 6 avril 1945. La ville avait déjà été détruite par l'aviation anglo-américaine en juillet 1944, mais 130 000 soldats allemands s'y trouvaient encore sous le commandement du général von Lasch et quelques dizaines de milliers de civils qui n'avaient pas encore fui. La ville était entourée de trois lignes de défense, composées de fortins et de bastions tout autour, et de la citadelle. Les Soviétiques font pleuvoir une attaque massive d'artillerie du plus grand calibre et quatre jours de combats extrêmement violents s'ensuivent, avec des combats de rue à la fin et l'utilisation de lance-flammes. Le général von Lasch, désobéissant aux ordres d'Hitler, demande la capitulation sans condition au soir du 9 avril.
Bagramian prend la tête du troisième front biélorusse le 26 avril 1945, après avoir été décoré de l'ordre de Souvorov de première classe. Il remplace Vassilievski qui est envoyé sur le théâtre d'opérations d'Extrême-Orient. Il poursuit les combats dans le Samland et les environs.
Il est à la tête du défilé du premier front de la Baltique, qui parade aux fêtes de la Victoire sur la place Rouge, le 24 juin 1945.

### Après-guerre
Le général Bagramian est nommé à l'été 1945 commandant en chef des forces armées du district militaire balte, position qu'il occupe jusqu'en 1954. Il devient haut-inspecteur militaire au ministère de la Défense d'URSS, le 28 mai 1954. Il est élevé au grade de maréchal de l'Union soviétique, le 11 mars 1955 (Staline étant mort...) et il est nommé, le 8 juin 1956, chef de l'Académie militaire Vorochilov, préparant les futurs officiers d'état-major des forces armées d'URSS, et qui change de nom en 1958, devenant l'Académie militaire de l'état-major-général. Le 2 juin 1958, le maréchal Bagramian accède au poste de vice-ministre de la Défense et il est commandant des services de l'arrière au ministère de la Défense.
Le maréchal Bagramian est nommé inspecteur général des groupes d'inspecteurs militaires généraux au ministère de la Défense, le 25 avril 1968.
Il est membre du Comité central du Parti communiste de l'Union soviétique de 1961 à sa mort et député du Soviet suprême de 1946 à sa mort.
Le maréchal Ivan Khristoforovitch Bagramian, deux fois Héros de l'Union soviétique, meurt le 21 septembre 1982. C'était le dernier des maréchaux à avoir commandé un front soviétique pendant la Seconde Guerre mondiale. Ses funérailles ont lieu à la maison centrale de l'Armée soviétique à Moscou le 23 septembre, une garde d'honneur se tenant devant le catafalque. Celle-ci se compose des hauts dignitaires du régime : Brejnev, Gromyko, Tchernenko, Solomentsev, Tikhonov et Gorbatchev. Son urne est placée dans la nécropole du mur du Kremlin donnant sur la place Rouge.

## Crise des Caraïbes
La crise des missiles de Cuba, ou crise des Caraïbes, est un événement majeur qui a failli mener à une autre guerre mondiale entre les États-Unis et l'Union soviétique en octobre 1962 avec la menace nucléaire. L'arsenal nucléaire des États-Unis était quinze fois supérieur à celui des Soviétiques qui étaient inquiets des fusées nucléaires que les Américains avaient placées en Turquie, leur fidèle allié, et qui menaçaient le territoire soviétique à seulement dix minutes de tir, ainsi que du déploiement de missiles nucléaires américains en Italie. La réponse de Cuba de la part de Nikita Khrouchtchev a tenu le monde en haleine. C'est le maréchal Bagramian qui a été chargé de la préparation du transfert des fusées, sous le nom de code d'Opération Anadyr. Cinquante mille hommes, trente-six missiles nucléaires et quatre sous-marins soviétiques sont envoyés à Cuba.

## Famille

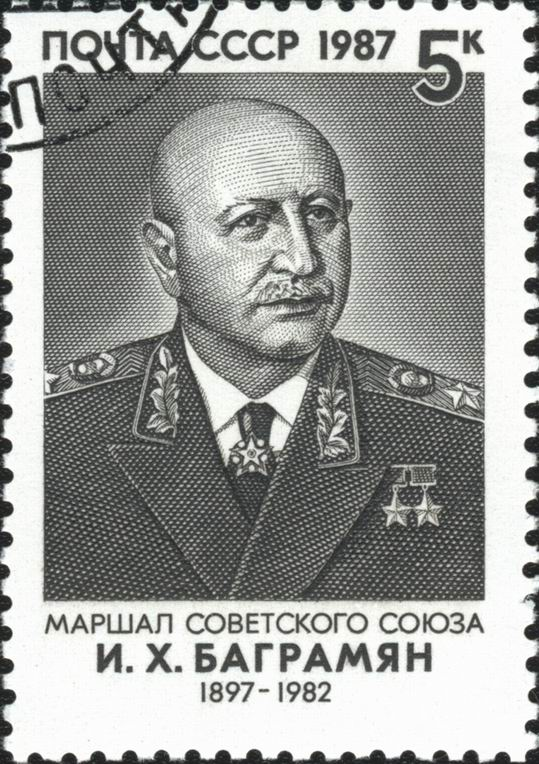
Timbre soviétique édité à son effigie en 1987.

Bagramian épouse en 1922 une veuve, Tamara Amaïakovna (1900-1973) (qui le suit sur le front pendant la guerre), dont il a une fille, Margarita Ivanovna Bagramian (1923-1996), médecin-ophtalmologue. Il a aussi un fils adoptif, Movses Ivanovitch Bagramian, fils du premier mariage de son épouse (son premier époux, officier arménien, perdit la vie en se défendant contre les Turcs) et qui est soldat pendant la Grande Guerre patriotique et deviendra peintre.

## Décorations
- Héros de l'Union soviétique, deux fois (29 juillet 1944 et 1er décembre 1977)
- Ordre de Lénine, sept fois (1944, 1945, 1947, 1957, 1967, 1972 et 1977)
- Ordre de la révolution d'Octobre (1968)
- Ordre du Drapeau rouge, trois fois (1941, 1944 et 1951)
- Ordre de Souvorov de première classe, deux fois (1943 et 1945)
- Ordre de Koutouzov de première classe (1943)
- Ordre du Service de la patrie dans les forces armées
- Ordre de Karl Marx (République démocratique allemande)
- Ordre de la République populaire de Bulgarie
- Ordre Polonia Restituta, chevalier (deux fois)
- Ordre de Sukhe Bator (République populaire mongole)

Les décorations du maréchal Bagramian, ainsi que ses médailles, ont été offertes au musée central des forces armées de Moscou par sa famille.